# Ospedale Sant’Antonio Abate
Das Ospedale Sant’Antonio Abate ist das Zentralkrankenhaus des Freien Gemeindekonsortium Trapani auf der Insel Sizilien. Es liegt am nordwestlichen Stadtrand der Gemeindekonsortiumshauptstadt Trapani an der Via Cosenza an den Hängen des Monte Erice. Seit September 2009 ist die Azienda Sanitaria Provinciale Trägergesellschaft, nachdem das Haus zuvor unter der Leitung des Gemeindekonsortiums verwaltet wurde. Seitdem trägt es den Namen Azienda Sanitaria Provinciale di Trapani (ASP di Trapani).

## Geschichte

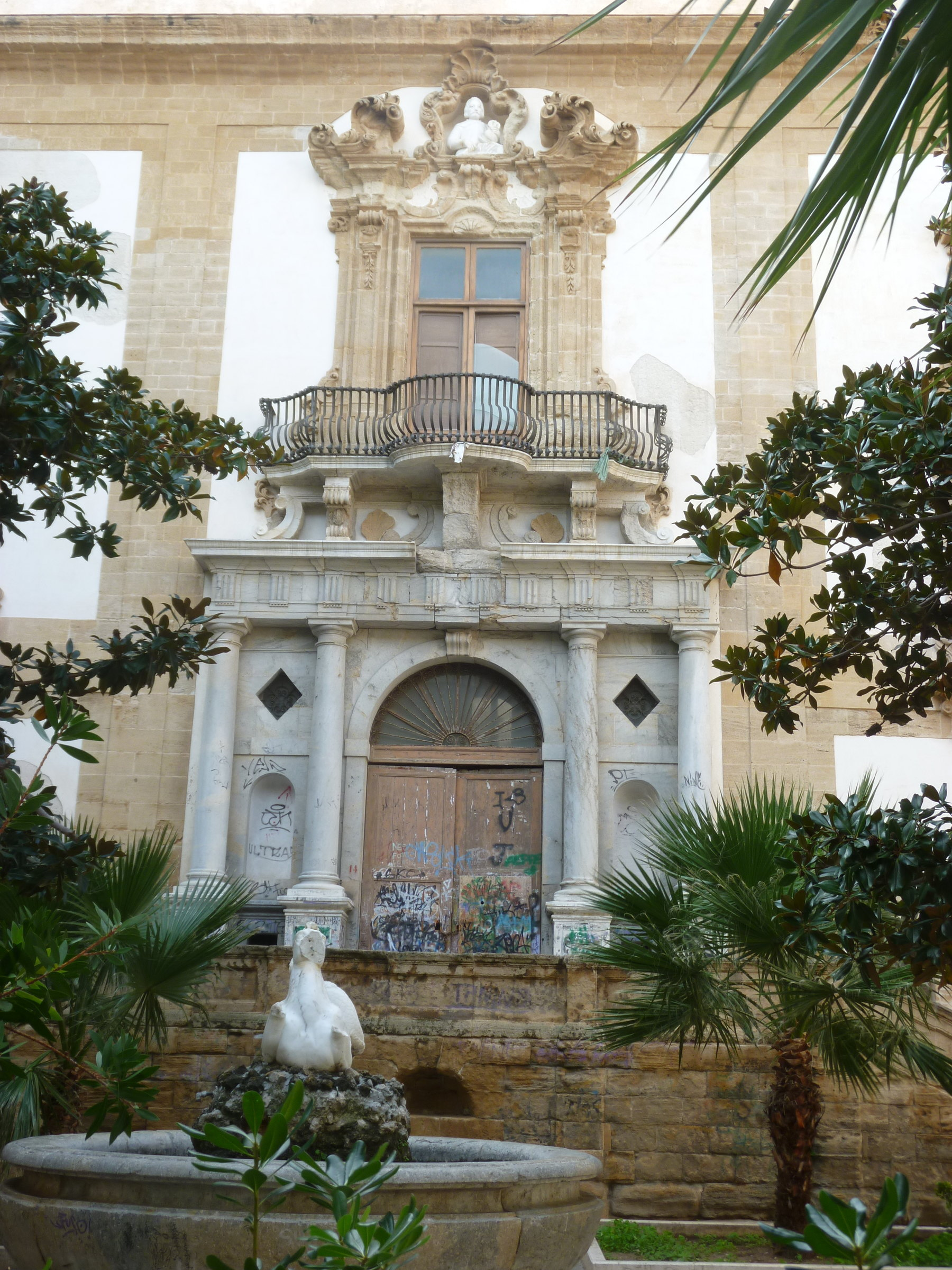
Gartenseite des ersten Krankenhauses Palazzo Lucatelli nahe dem Hafen

Erste nachweisbare Krankenpflege in Trapani geht auf die Zeit der Kreuzzüge zurück, bei denen Besucher des Heiligen Landes auf ihrer Hin- oder Rückreise krank wurden und ihre Reise nicht fortsetzen konnten. Schiffe im Hafen von Trapani entließen die von ihren Strapazen oder Krankheit gezeichneten Pilger der langen Reise. In der Nähe der Kirche San Pietro gab es in einem Haus mitfühlende Bürger, die sich für den Schutz der Kranken einsetzten. Im Laufe der Zeit kamen durch Stiftungen andere Häuser in der Nähe hinzu, so dass dort bald ein kleines Krankenhaus entstand sowie die kleine Kirche Sant’Antonio, dem Schutzpatron der Seeleute. Eine Urkunde von König Martin der Humane, datiert vom 19. Juni 1399, zeigt, dass es dem Großen Krankenhaus zu Wien (AKH Wien) angeschlossen war und der Gerichtsbarkeit des Abtes Generaldirektor des Ordens San Antonio unterstand. Die Krankenhausverwaltung wurde einer Abordnung von drei adligen Rektoren anvertraut, die jährlich vom Senat der Stadt ernannt wurden.
Gegen Ende des 14. Jahrhunderts kaufte der Marinekonsul von Trapani vom Juden Macalufo de Saya für 3 Unzen ein Grundstück von Geldern, die bei Prozessionen Kerzenwachs erbracht hatten. Um 1455 kam die Idee auf, ein neues, größeres Krankenhaus erbauen zu wollen. Das neue Gebäude wurde nahe der Kirche St. Agostino errichtet, dort, wo heute der Palazzo Lucatelli steht. 1569 wurde die Compagnia di Sant’Antonio Abate gegründet, die sich verpflichtete, als kostenloses Krankenhaus für die Kranken sowie als Totenstätte zu dienen. Daraufhin überließ der Senat der Gesellschaft die Kirche Sant’Antonio.

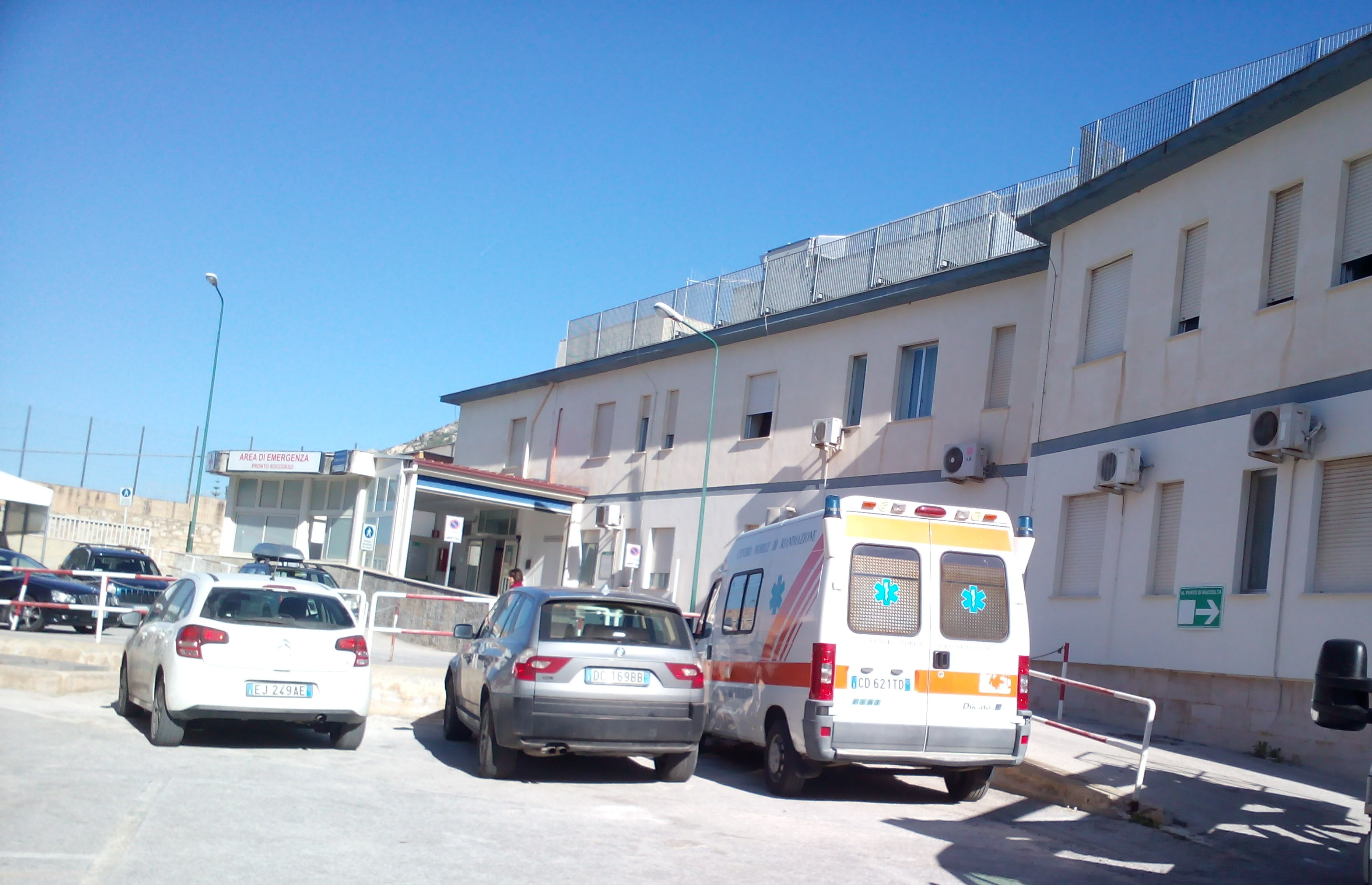
Altes Krankenhaus

Zwanzig Jahre später, 1589, ist in den Chroniken der Stadt festgehalten, dass im Auftrag des Vizekönigs Graf von Albadalista, die Krankenhausverwaltung von den Mönchen wieder zurück in städtische Verwaltung überging. Der Chronist Benfratelli berichtete: „Aber ich habe gesehen, wie sie die Kranken verletzen, wie abgenutzt die Möbel waren, wie verfallen und verwahrlost die Wartung der Räumlichkeiten. Acht Jahre später waren sie gezwungen, in der Nacht aus der Stadt zu fliehen, um einer möglichen Strafverfolgung, die ihnen drohte, zu entkommen.“ Das Krankenhaus kehrte danach zu der Compagnia di S. Antonio zurück.
Im Jahre 1628 hinterließ Lazarro Locadello (oder Lucatelli), einer der Direktoren der Krankenhausverwaltung, ein Erbe von 3000 Unzen, mit dem zunächst die Fassade erneuert werden konnte. Als Dank und zur Erinnerung an die großzügige Spende wurde in einer Nische eine Steinbüste des Spenders entsprechend den testamentarischen Bestimmungen errichtet. Später wurden von verschiedenen Architekten und Bauherren weitere Renovierungen im Inneren des Gebäudes gemacht. Unter den Architekten, die im Inneren des Gebäudes arbeiteten, war der berühmte Giovanni Biagio Amico, der die spätbarocke Phase auf Sizilien prägte. Im 17. Jahrhundert wurde die Klinik Standort einer Akademie für Medizin, eingerichtet und geleitet vom Semiologen Giuseppe Cottone. Zu einer der berühmtesten Kliniken für die medizinische Praxis auf der Insel Sizilien wurde sie im 18. Jahrhundert. Zum Doktorenstab gehörten renommierte Ärzte und Chirurgen Rocco Solina, Ignazio Lampiasi und Antonino Turretta.

## Bauwerk
Das heute in Betrieb befindliche Gebäude stammt aus den 1960er Jahren. 1968 wurde der Vorgängerbau am Piazza Lucatelli geschlossen, der Standort, an dem über 500 Jahre das Krankenwesen der Region beheimatet war. Während am alten Standort die Abteilungen in einzelnen, kleinen Gebäuden in einem parkähnlichen Gelände untergebracht waren, wurde beim Neubau Wert darauf gelegt, alles möglichst zentral und nah beieinander zu haben. Es entstand ein zweischiffiger, massiver, 10-stöckiger Zentralbau mit mehreren Seitenachsen, die nur drei oder vier Etagen besitzen.